# Padamulya (Maleber)
Padamulya is een bestuurslaag in het regentschap Kuningan van de provincie West-Java, Indonesië. Padamulya telt 2979 inwoners (volkstelling 2010).